# Oglađenovac
Oglađenovac (em cirílico: Оглађеновац) é uma vila da Sérvia localizada no município de Valjevo, pertencente ao distrito de Kolubara. A sua população era de 487 habitantes segundo o censo de 2011.

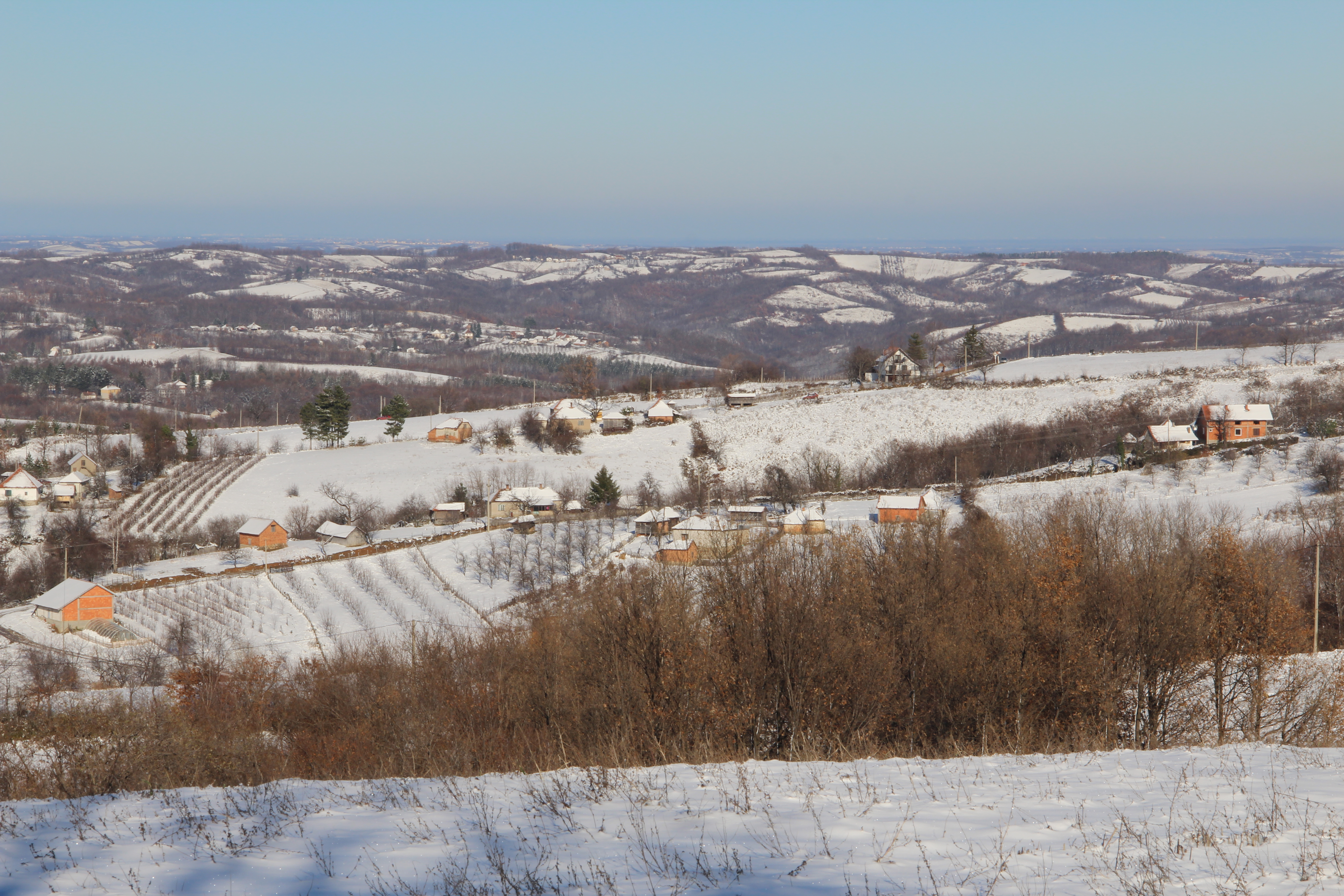
Oglađenovac - panorama
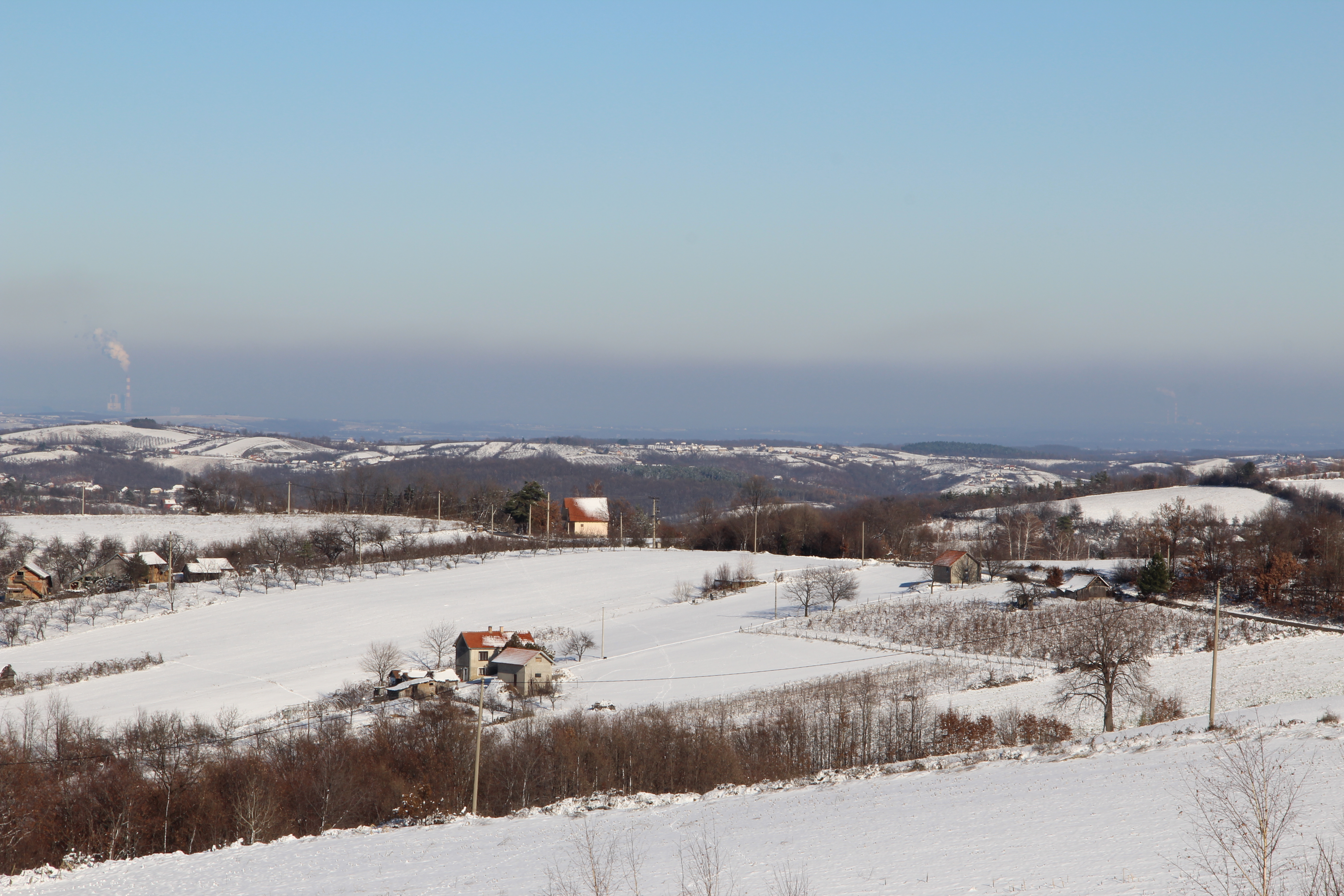
Oglađenovac - panorama
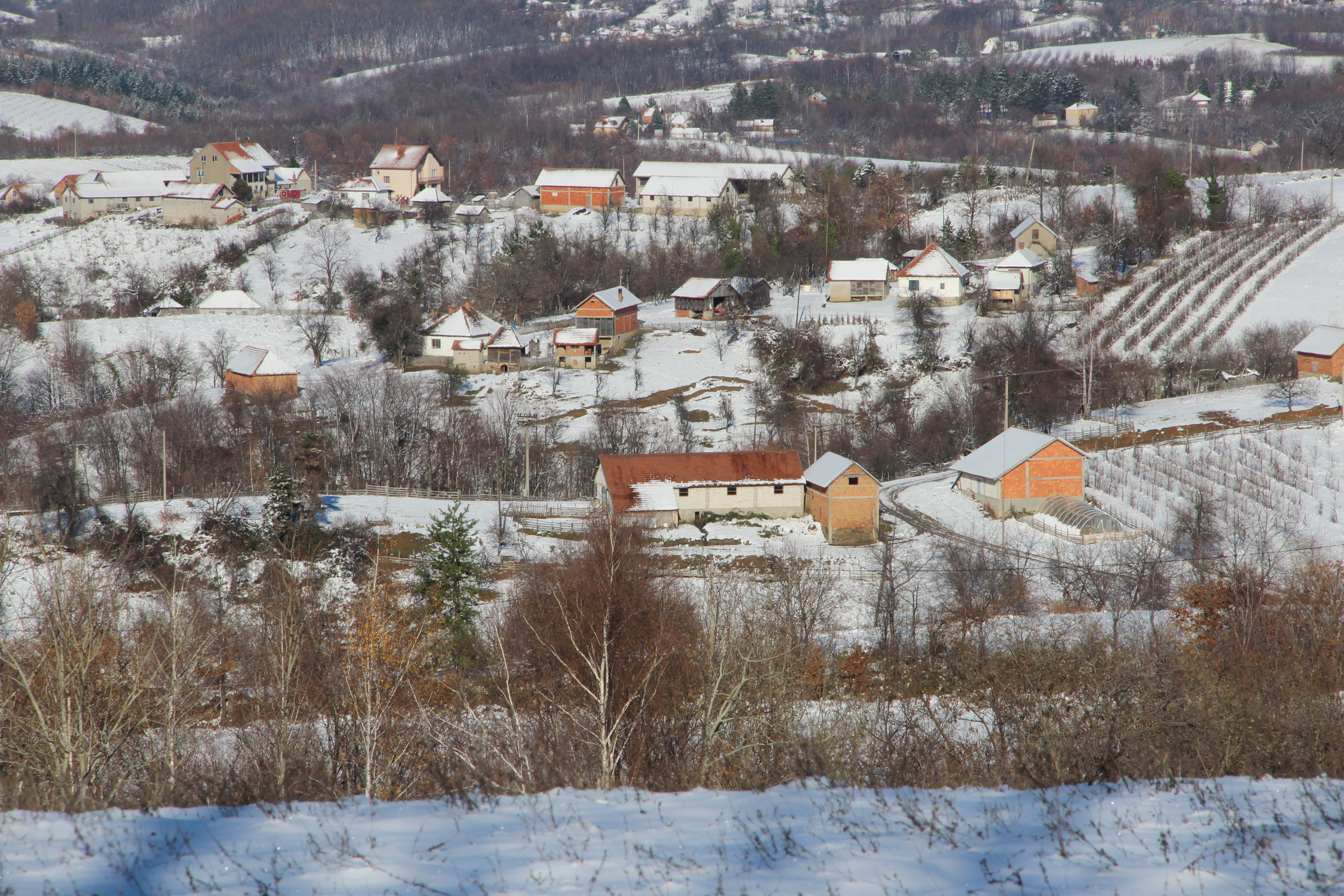
Oglađenovac - panorama
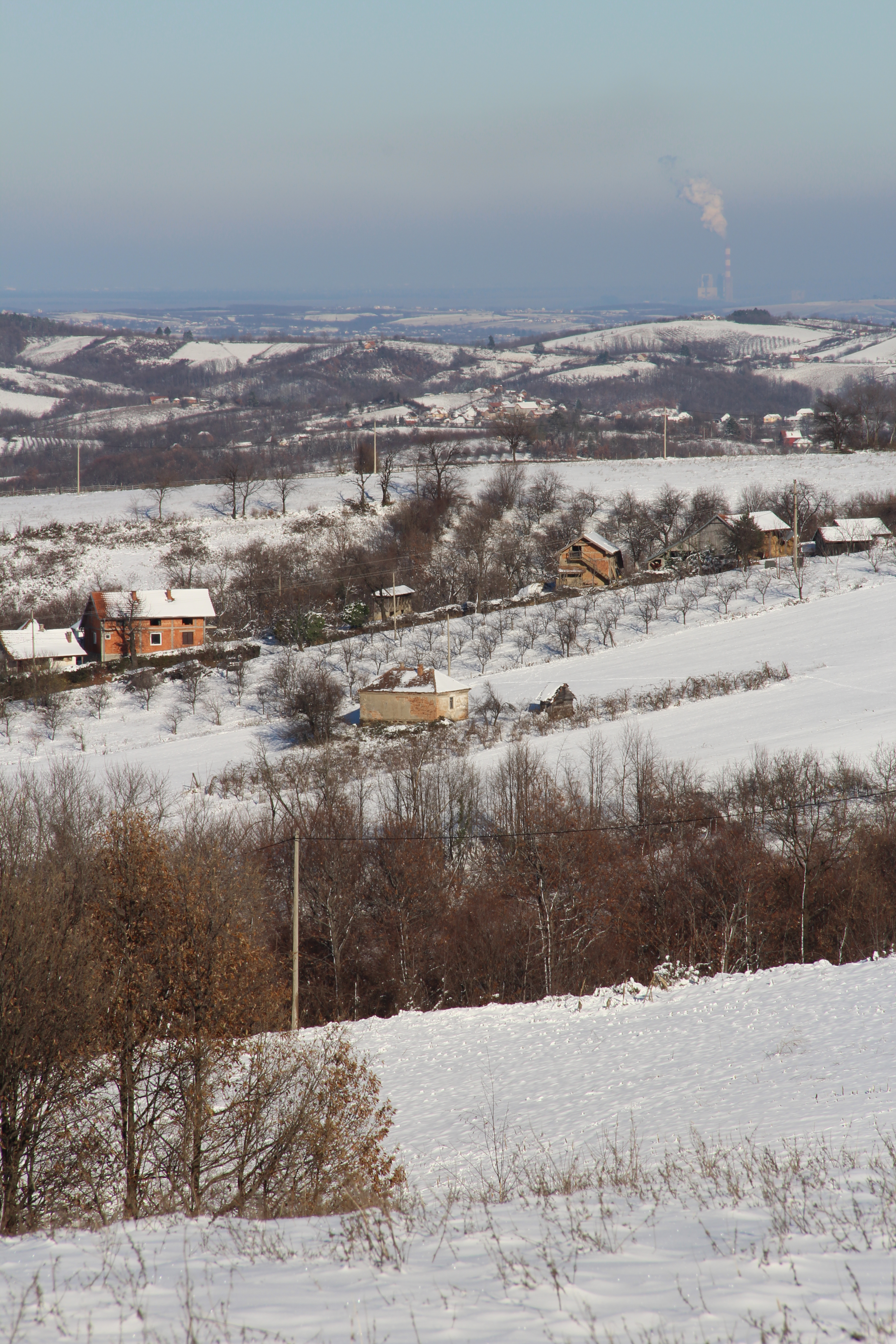
Oglađenovac - panorama
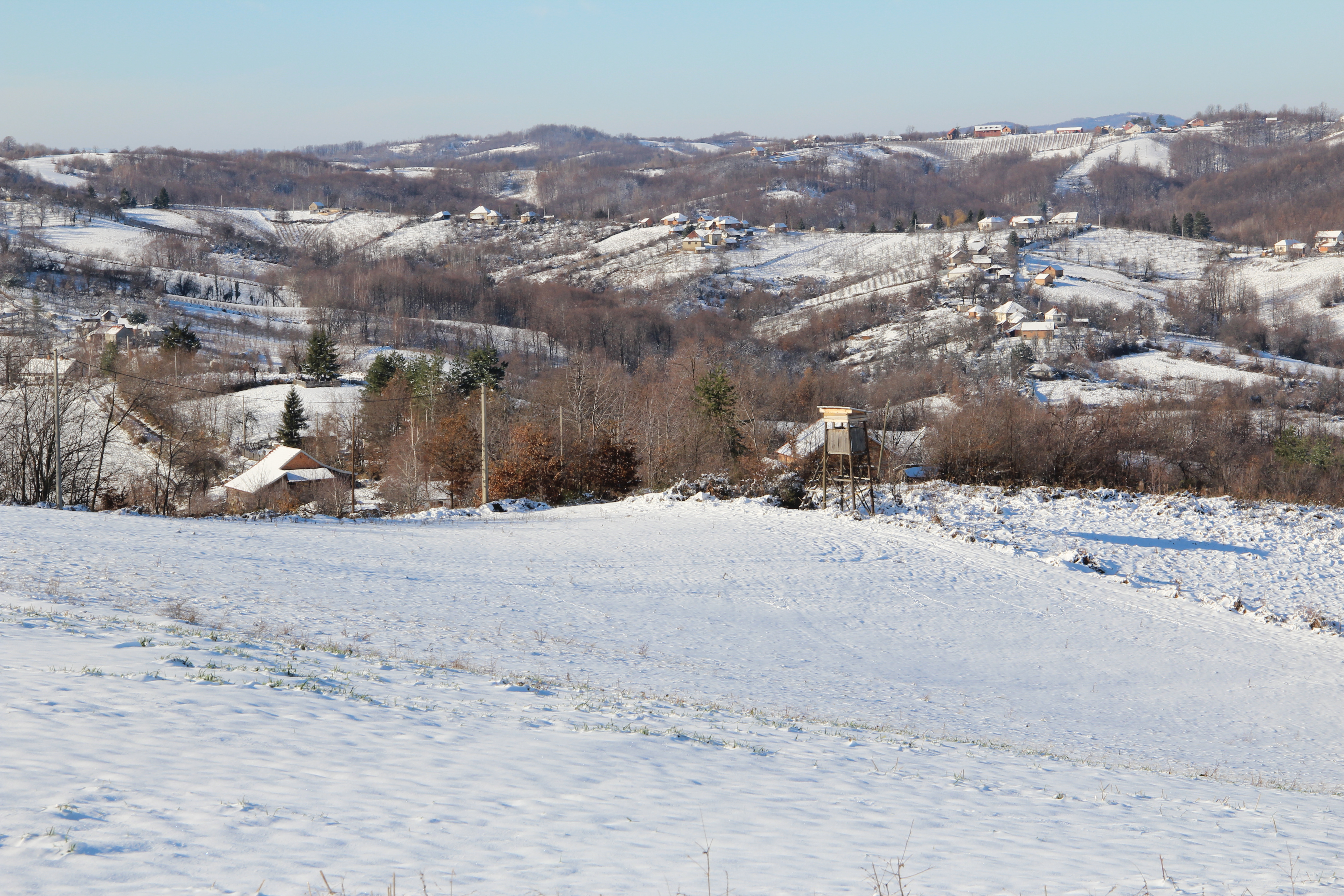
Oglađenovac - panorama
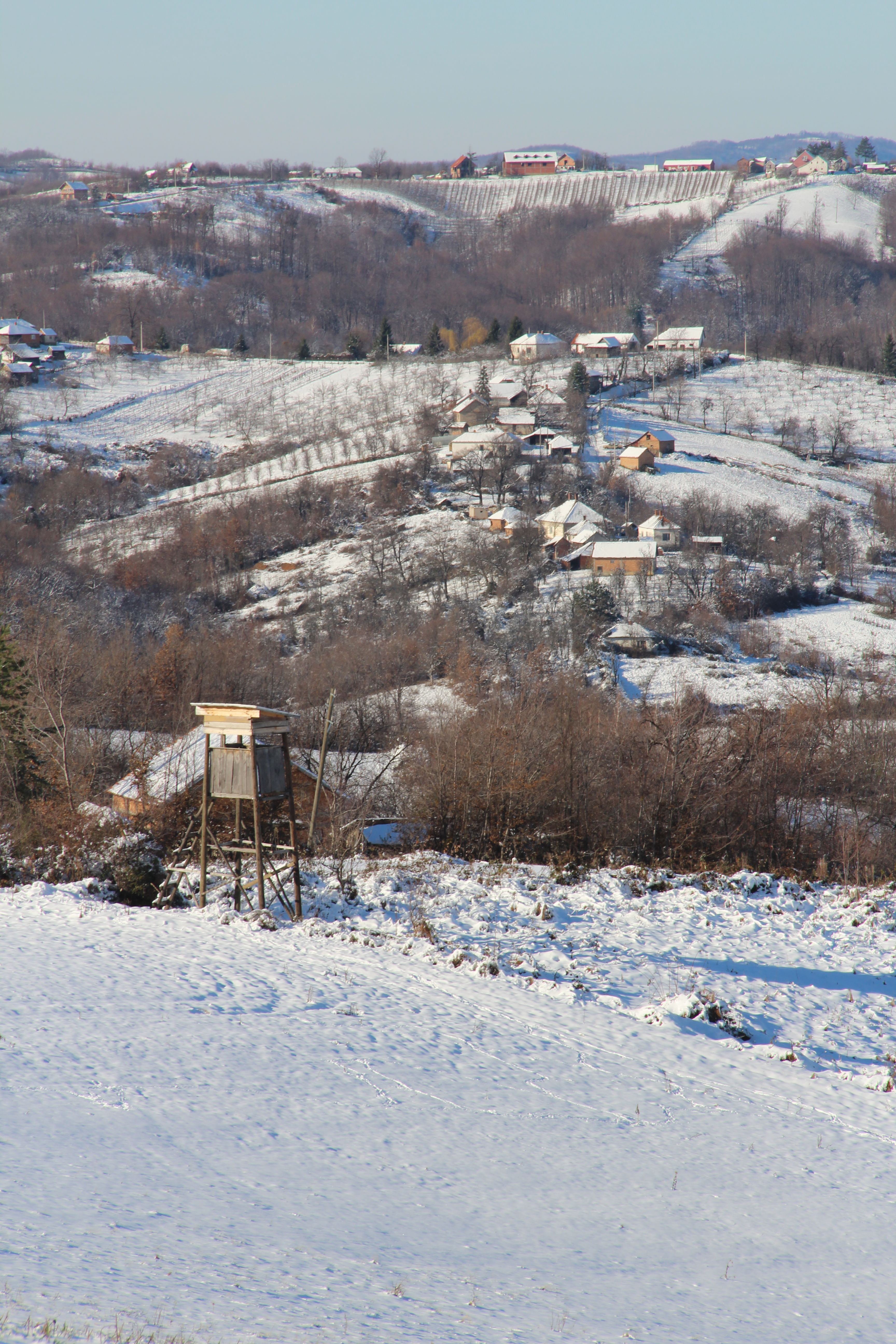
Oglađenovac - panorama
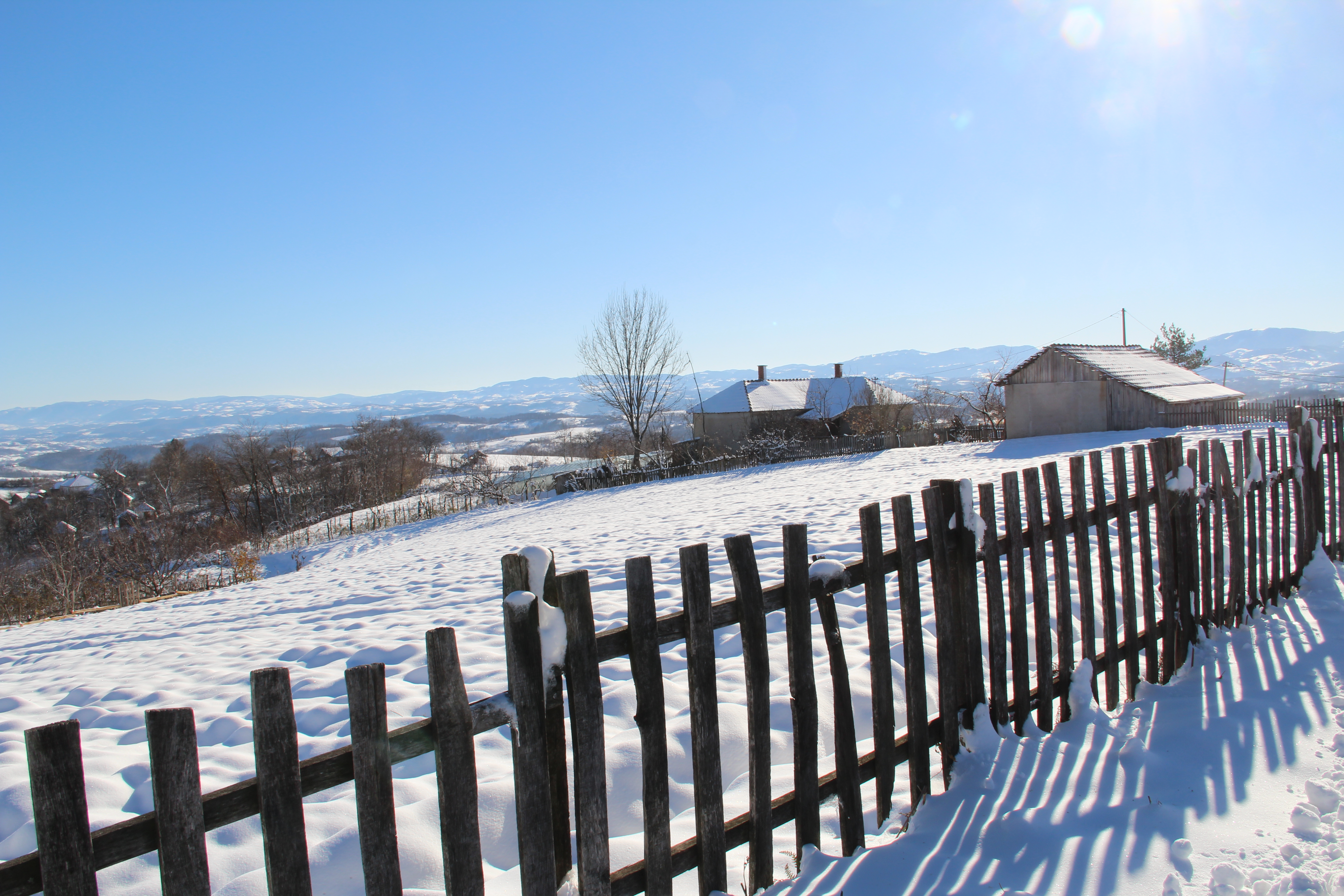
Oglađenovac - panorama
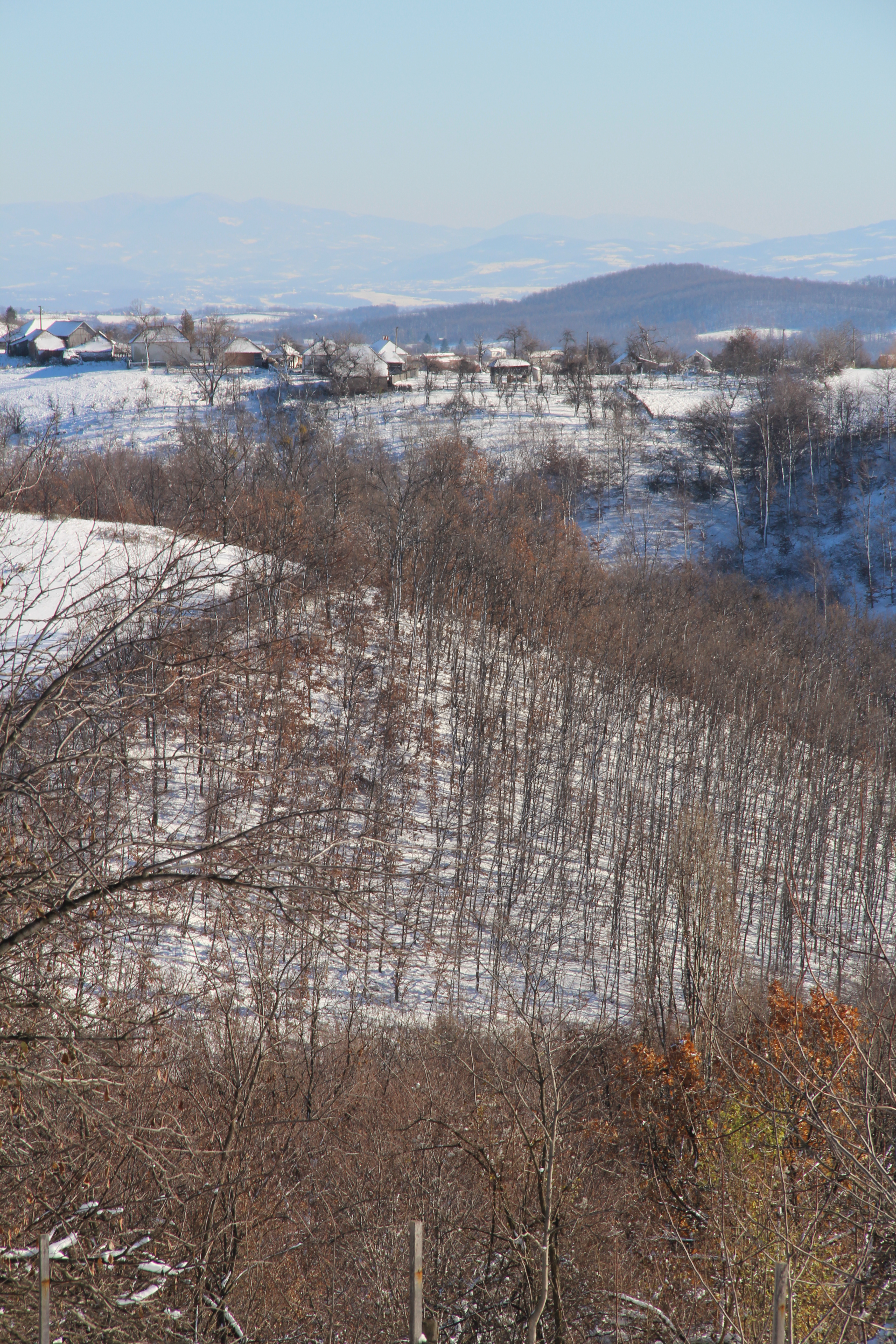
Oglađenovac - panorama

## Demografia
| 1948  | 1953  | 1961  | 1971  | 1981 | 1991 | 2002 | 2011 |
| ----- | ----- | ----- | ----- | ---- | ---- | ---- | ---- |
| 1 444 | 1 430 | 1 233 | 1 131 | 982  | 826  | 636  | 487  |